# Hervé Renard
Hervé Renard (Aix-les-Bains, 1968. szeptember 30. –) francia labdarúgó, edző. Szövetségi kapitányként a zambiai, az angolai és a francia női labdarúgó-válogatott kispadján is dolgozott, jelenleg Szaúd-Arábia szövetségi kapitánya. Klubmenedzserként Franciaországban, Angliában és Algériában is megfordult.
Az első szövetségi kapitány, akinek két különböző válogatottal is sikerült megnyernie az Afrikai nemzetek kupáját.

## Pályafutása
"Zambia" válogatottjával 2011-ben Afrikai nemzetek kupáját nyert, a döntőt az ellen az "Elefántcsontpart" ellen játszották, amelyben Didier Drogba és a Touré-testvérpár is játszott.
Ezzel a győzelemmel méltó búcsút vettek az "1993-ban lezuhant válogatottról".[forrás?]

## Sikerei, díjai

### Edzőként
- Zambia
  - Afrikai nemzetek kupája győztes (1): 2012
- Elefántcsontpart
  - Afrikai nemzetek kupája győztes (1): 2015